# Correlats neuronals de la consciència

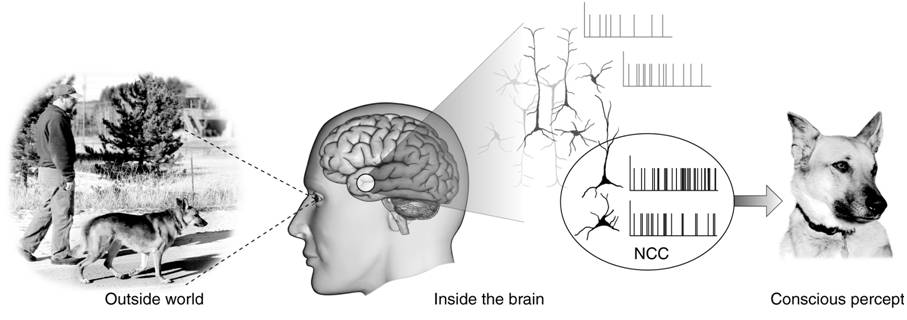
Els correlats neuronals de la consciència (NCC) constitueixen el conjunt més petit d'esdeveniments i estructures neuronals suficients per a un determinat percepció conscient o memòria explícita. Aquest cas implica potencials d'acció sincronitzats en neurones piramidals neocorticals.

Els correlats neuronals de la consciència (NCC) fan referència a les relacions entre estats mentals i estats neuronals i constitueixen el conjunt mínim d'esdeveniments i mecanismes neuronals suficients per a una percepció conscient específica. Els neurocientífics utilitzen enfocaments empírics per descobrir correlats neuronals dels fenòmens subjectius; és a dir, canvis neuronals que es correlacionen necessàriament i regularment amb una experiència específica. El conjunt hauria de ser mínim perquè, sota el supòsit materialista que el cervell és suficient per donar lloc a qualsevol experiència conscient determinada, la qüestió és quins dels seus components són necessaris per produir-la.

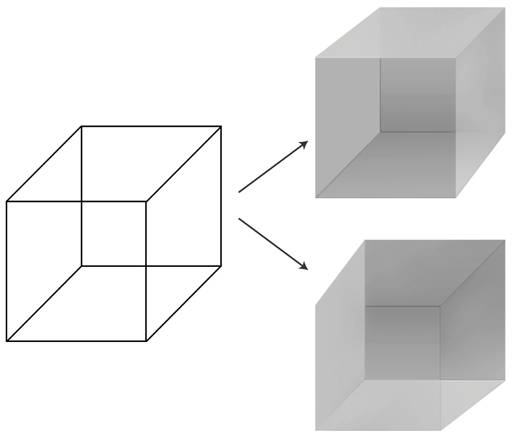
El cub Necker: el dibuix de la línia esquerra es pot percebre en una de les dues configuracions de profunditat diferents que es mostren a la dreta. Sense cap altre senyal, el sistema visual gira entre aquestes dues interpretacions.

## Aproximació neurobiològica a la consciència
Una ciència de la consciència ha d'explicar la relació exacta entre els estats mentals subjectius i els estats cerebrals, la naturalesa de la relació entre la ment conscient i les interaccions electroquímiques en el cos (problema ment-cos). El progrés en neuropsicologia i neurofilosofia s'ha donat per centrar-se en el cos més que en la ment. En aquest context, els correlats neuronals de la consciència es poden veure com les seves causes, i la consciència es pot considerar com una propietat dependent de l'estat d'un sistema biològic complex, adaptatiu i altament interconnectat indefinit.

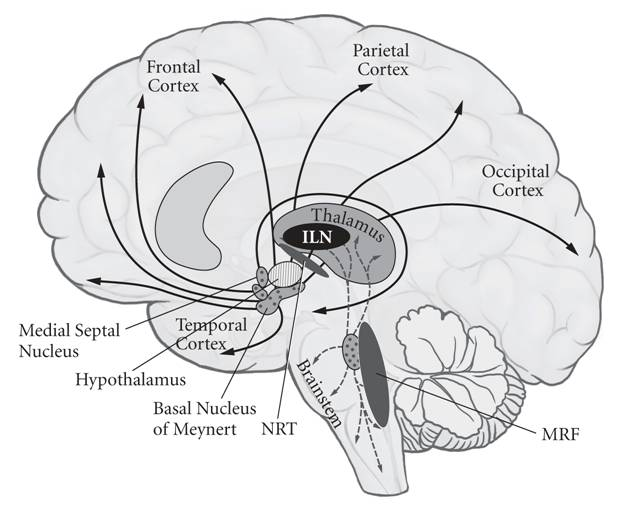
Estructures de la línia mitjana del tronc cerebral i del tàlem necessàries per regular el nivell d'excitació cerebral. Les petites lesions bilaterals en molts d'aquests nuclis causen una pèrdua global de consciència.

## La base neuronal de la percepció
La possibilitat de manipular amb precisió les percepcions visuals en el temps i l'espai ha fet de la visió una modalitat preferida en la recerca del NCC. Els psicòlegs han perfeccionat una sèrie de tècniques: emmascarament, rivalitat binocular, supressió de flaix contínua, ceguesa induïda pel moviment, ceguesa per canvis, ceguesa sense atenció, en les quals la relació aparentment simple i inequívoca entre un estímul físic al món i la seva percepció associada en la privadesa de la ment del subjecte està alterada. En particular, un estímul es pot suprimir de manera perceptiva durant segons o fins i tot minuts alhora: la imatge es projecta en un dels ulls de l'observador però és invisible, no es veu. D'aquesta manera, es poden aïllar els mecanismes neuronals que responen a la percepció subjectiva més que a l'estímul físic, permetent el seguiment de la consciència visual al cervell. En una il·lusió perceptiva, l'estímul físic roman fix mentre que la percepció fluctua. L'exemple més conegut és el cub de Necker les 12 línies del qual es poden percebre de dues maneres diferents en profunditat.

## Trastorns globals de la consciència
Donada l'absència de qualsevol criteri acceptat dels correlats neuronals mínims necessaris per a la consciència, la distinció entre un pacient persistentment vegetatiu que mostra transicions regulars d'ones de son i pot ser capaç de moure's o somriure, i un pacient mínimament conscient que pot comunicar-se (en ocasions). d'una manera significativa (per exemple, mitjançant moviments oculars diferencials) i que mostra alguns signes de consciència, sovint és difícil. En l'anestèsia global el pacient no ha de patir trauma psicològic però el nivell d'excitació ha de ser compatible amb les exigències clíniques.